# Liga Paranaense de Fútbol 2025
La temporada 2025 de la Liga Paranaense de Fútbol (Primera División) comprende todas las competiciones oficiales organizadas por la Liga Paranaense de Fútbol a lo largo del año 2025. La temporada incluye la disputa de la Copa de la Liga Apertura 2025 y la Copa de la Liga Clausura 2025, que conforman el campeonato anual de Primera División. Además, los equipos participan en torneos interligas, destacándose la Copa Túnel Subfluvial 2025, que reúne a clubes de la Liga Paranaense de Fútbol y la Liga Santafesina de Fútbol.

## Equipos participantes
- Argentino Juniors
- Atlético Neuquen
- Club Atlético Paraná
- Club Atlético Belgrano (Paraná)
- Camioneros
- Don Bosco
- Instituto
- Los Toritos
- Oro Verde
- Club Atlético Palermo (Paraná)
- Club Atlético Patronato de la Juventud Católica
- Club Atlético Peñarol (Paraná)
- San Benito
- Sportivo Urquiza
- Universitario

## Competiciones

### Copa Túnel Subfluvial 2025
Entre enero y marzo, ocho equipos de la Liga Paranaense participaron de la Copa Túnel Subfluvial 2025, organizada junto a la Liga Santafesina de Fútbol. El torneo se jugó en llaves de eliminación directa.
- Equipos paranaenses participantes: Atlético Neuquén, Atlético Paraná, Belgrano, Don Bosco, Instituto, Patronato, Sportivo Urquiza, Universitario.

- - Final:** Patronato 5–1 Unión (global)
  - Campeón:** Club Atlético Patronato

### Copa de la Liga "Apertura"
El Torneo se disputa en dos etapas: Etapa Clasificatoria y Etapa de Definición. Participan 15 clubes afiliados a la liga. El equipo que se consagre campeón clasificará al Torneo Regional Federal Amateur 2026.

#### Etapa Clasificatoria
Se juega a una sola rueda, todos contra todos, por puntos. Cada equipo disputa 14 partidos, y las localías se sortean antes del inicio del torneo. El equipo que finalice en la primera posición de la tabla clasifica directamente a cuartos de final y obtiene la ventaja deportiva en las fases siguientes.

##### Tabla de posiciones
| Pos | Equipo            | PJ | PG | PE | PP | GF | GC | DG  | Pts |
| --- | ----------------- | -- | -- | -- | -- | -- | -- | --- | --- |
| 1   | Patronato         | 14 | 11 | 2  | 1  | 54 | 19 | +35 | 35  |
| 2   | Atlético Neuquen  | 14 | 10 | 2  | 2  | 36 | 6  | +30 | 32  |
| 3   | Belgrano          | 14 | 9  | 4  | 1  | 34 | 11 | +23 | 31  |
| 4   | Atlético Paraná   | 14 | 9  | 2  | 3  | 28 | 14 | +14 | 29  |
| 5   | Don Bosco         | 14 | 7  | 3  | 4  | 27 | 14 | +12 | 24  |
| 6   | Sportivo Urquiza  | 14 | 6  | 5  | 3  | 27 | 18 | +9  | 23  |
| 7   | San Benito        | 14 | 6  | 3  | 5  | 18 | 19 | -1  | 21  |
| 8   | Oro Verde         | 14 | 6  | 1  | 7  | 18 | 26 | -8  | 19  |
| 9   | Universitario     | 14 | 5  | 3  | 6  | 18 | 21 | −3  | 18  |
| 10  | Instituto         | 14 | 5  | 2  | 7  | 17 | 28 | −11 | 17  |
| 11  | Palermo           | 14 | 4  | 3  | 7  | 16 | 27 | −11 | 15  |
| 12  | Camioneros        | 14 | 3  | 3  | 8  | 18 | 33 | −15 | 12  |
| 13  | Peñarol           | 14 | 2  | 3  | 9  | 18 | 26 | −8  | 9   |
| 14  | Los Toritos       | 14 | 1  | 4  | 9  | 5  | 30 | −25 | 7   |
| 15  | Argentino Juniors | 14 | 0  | 2  | 12 | 4  | 45 | −41 | 2   |

|  | Clasificado directamente a cuartos de final          |
|  | Clasificados a los octavos de final de la fase final |

##### Resultados
| Fecha 1          | Fecha 1   | Fecha 1           |
| Local            | Resultado | Visitante         |
| ---------------- | --------- | ----------------- |
| Patronato        | 5 – 1     | Camioneros        |
| Instituto        | 1 – 1     | Universitario     |
| Atlético Neuquen | 4 – 1     | Peñarol           |
| Atlético Paraná  | 2 – 0     | Oro Verde         |
| Los Toritos      | 0 – 2     | San Benito        |
| Palermo          | 1 – 0     | Sportivo Urquiza  |
| Belgrano         | 5 – 0     | Argentino Juniors |
| Libre: Don Bosco |           |                   |

| Fecha 2                  | Fecha 2   | Fecha 2          |
| Local                    | Resultado | Visitante        |
| ------------------------ | --------- | ---------------- |
| Sportivo Urquiza         | 1 – 1     | Belgrano         |
| San Benito               | 2 – 0     | Palermo          |
| Oro Verde                | 2 – 0     | Los Toritos      |
| Peñarol                  | 2 – 2     | Atlético Paraná  |
| Universitario            | 0 – 2     | Atlético Neuquen |
| Camioneros               | 1 – 2     | Instituto        |
| Don Bosco                | 1 – 5     | Patronato        |
| Libre: Argentino Juniors |           |                  |

| Fecha 3           | Fecha 3   | Fecha 3          |
| Local             | Resultado | Visitante        |
| ----------------- | --------- | ---------------- |
| Instituto         | 1 – 4     | Don Bosco        |
| Atlético Neuquen  | 3 – 1     | Camioneros       |
| Atlético Paraná   | 2 – 1     | Universitario    |
| Los Toritos       | 1 – 1     | Peñarol          |
| Palermo           | 2 – 2     | Oro Verde        |
| Belgrano          | 2 – 1     | San Benito       |
| Argentino Juniors | 0 – 1     | Sportivo Urquiza |
| Libre: Patronato  |           |                  |

| Fecha 4                 | Fecha 4   | Fecha 4           |
| Local                   | Resultado | Visitante         |
| ----------------------- | --------- | ----------------- |
| San Benito              | 2 – 1     | Argentino Juniors |
| Oro Verde               | 0 – 2     | Belgrano          |
| Peñarol                 | 1 – 2     | Palermo           |
| Universitario           | 1 – 0     | Los Toritos       |
| Camioneros              | 0 – 3     | Atlético Paraná   |
| Don Bosco               | 0 – 0     | Atlético Neuquen  |
| Patronato               | 5 – 0     | Instituto         |
| Libre: Sportivo Urquiza |           |                   |

| Fecha 5           | Fecha 5   | Fecha 5       |
| Local             | Resultado | Visitante     |
| ----------------- | --------- | ------------- |
| Atlético Neuquen  | 0 – 1     | Patronato     |
| Atlético Paraná   | 2 – 0     | Don Bosco     |
| Los Toritos       | 0 – 0     | Camioneros    |
| Palermo           | 0 – 1     | Universitario |
| Belgrano          | 2 – 1     | Peñarol       |
| Argentino Juniors | 0 – 1     | Oro Verde     |
| Sportivo Urquiza  | 2 – 1     | San Benito    |
| Libre: Instituto  |           |               |

| Fecha 6           | Fecha 6   | Fecha 6           |
| Local             | Resultado | Visitante         |
| ----------------- | --------- | ----------------- |
| Oro Verde         | 1 – 4     | Sportivo Urquiza  |
| Peñarol           | 1 – 1     | Argentino Juniors |
| Universitario     | 2 – 2     | Belgrano          |
| Camioneros        | 0 – 3     | Palermo           |
| Don Bosco         | 5 – 0     | Los Toritos       |
| Patronato         | 2 – 1     | Atlético Paraná   |
| Instituto         | 0 – 2     | Atlético Neuquen  |
| Libre: San Benito |           |                   |

| Fecha 7                 | Fecha 7   | Fecha 7       |
| Local                   | Resultado | Visitante     |
| ----------------------- | --------- | ------------- |
| Atlético Paraná         | 2 – 0     | Instituto     |
| Los Toritos             | 1 – 1     | Patronato     |
| Palermo                 | 3 – 2     | Don Bosco     |
| Belgrano                | 5 – 0     | Camioneros    |
| Argentino Juniors       | 0 – 2     | Universitario |
| Sportivo Urquiza        | 2 – 1     | Peñarol       |
| San Benito              | 0 – 2     | Oro Verde     |
| Libre: Atlético Neuquen |           |               |

| Fecha 8          | Fecha 8   | Fecha 8           |
| Local            | Resultado | Visitante         |
| ---------------- | --------- | ----------------- |
| Peñarol          | 1 – 2     | San Benito        |
| Universitario    | 2 – 2     | Sportivo Urquiza  |
| Camioneros       | 4 – 0     | Argentino Juniors |
| Don Bosco        | 0 – 0     | Belgrano          |
| Patronato        | 7 – 3     | Palermo           |
| Instituto        | 1 – 0     | Los Toritos       |
| Atlético Neuquen | 3 – 0     | Atlético Paraná   |
| Libre: Oro Verde |           |                   |

| Fecha 9                | Fecha 9   | Fecha 9          |
| Local                  | Resultado | Visitante        |
| ---------------------- | --------- | ---------------- |
| Los Toritos            | 0 – 4     | Atlético Neuquen |
| Palermo                | 0 – 3     | Instituto        |
| Belgrano               | 2 – 3     | Patronato        |
| Argentino Juniors      | 0 – 3     | Don Bosco        |
| Sportivo Urquiza       | 3 – 3     | Camioneros       |
| San Benito             | 4 – 0     | Universitario    |
| Oro Verde              | 1 – 0     | Peñarol          |
| Libre: Atlético Paraná |           |                  |

| Fecha 10         | Fecha 10  | Fecha 10          |
| Local            | Resultado | Visitante         |
| ---------------- | --------- | ----------------- |
| Universitario    | 2 – 3     | Oro Verde         |
| Camioneros       | 1 – 1     | San Benito        |
| Don Bosco        | 1 – 1     | Sportivo Urquiza  |
| Patronato        | 8 – 1     | Argentino Juniors |
| Instituto        | 0 – 3     | Belgrano          |
| Atlético Neuquen | 5 – 1     | Palermo           |
| Atlético Paraná  | 2 – 0     | Los Toritos       |
| Libre: Peñarol   |           |                   |

| Fecha 11           | Fecha 11  | Fecha 11         |
| Local              | Resultado | Visitante        |
| ------------------ | --------- | ---------------- |
| Palermo            | 0 – 2     | Atlético Paraná  |
| Belgrano           | 1 – 1     | Atlético Neuquen |
| Argentino Juniors  | 1 – 4     | Instituto        |
| Sportivo Urquiza   | 2 – 2     | Patronato        |
| San Benito         | 1 – 0     | Don Bosco        |
| Oro Verde          | 1 – 3     | Camioneros       |
| Peñarol            | 2 – 0     | Universitario    |
| Libre: Los Toritos |           |                  |

| Fecha 12             | Fecha 12  | Fecha 12          |
| Local                | Resultado | Visitante         |
| -------------------- | --------- | ----------------- |
| Camioneros           | 2 – 0     | Peñarol           |
| Don Bosco            | 4 – 0     | Oro Verde         |
| Patronato            | 6 – 1     | San Benito        |
| Instituto            | 2 – 1     | Sportivo Urquiza  |
| Atlético Neuquen     | 8 – 0     | Argentino Juniors |
| Atlético Paraná      | 1 – 3     | Belgrano          |
| Los Toritos          | 1 – 1     | Palermo           |
| Libre: Universitario |           |                   |

| Fecha 13          | Fecha 13  | Fecha 13         |
| Local             | Resultado | Visitante        |
| ----------------- | --------- | ---------------- |
| Belgrano          | 5 – 1     | Los Toritos      |
| Argentino Juniors | 0 – 5     | Atlético Paraná  |
| Sportivo Urquiza  | 1 – 0     | Atlético Neuquen |
| San Benito        | 0 – 0     | Instituto        |
| Oro Verde         | 2 – 4     | Patronato        |
| Peñarol           | 0 – 1     | Don Bosco        |
| Universitario     | 4 – 0     | Camioneros       |
| Libre: Palermo    |           |                  |

| Fecha 14          | Fecha 14  | Fecha 14          |
| Local             | Resultado | Visitante         |
| ----------------- | --------- | ----------------- |
| Don Bosco         | 3 – 0     | Universitario     |
| Patronato         | 5 – 2     | Peñarol           |
| Instituto         | 2 – 3     | Oro Verde         |
| Atlético Neuquen  | 3 – 0     | San Benito        |
| Atlético Paraná   | 3 – 2     | Sportivo Urquiza  |
| Los Toritos       | 1 – 0     | Argentino Juniors |
| Palermo           | 0 – 1     | Belgrano          |
| Libre: Camioneros |           |                   |

| Fecha 15          | Fecha 15  | Fecha 15         |
| Local             | Resultado | Visitante        |
| ----------------- | --------- | ---------------- |
| Argentino Juniors | 0 – 0     | Palermo          |
| Sportivo Urquiza  | 5 – 0     | Los Toritos      |
| San Benito        | 1 – 1     | Atlético Paraná  |
| Oro Verde         | 0 – 1     | Atlético Neuquen |
| Peñarol           | 5 – 1     | Instituto        |
| Universitario     | 2 – 0     | Patronato        |
| Camioneros        | 2 – 3     | Don Bosco        |
| Libre: Belgrano   |           |                  |

| Equipo / Fecha    | 1    | 2    | 3    | 4    | 5    | 6    | 7    | 8    | 9    | 10   | 11   | 12   | 13   | 14   | 15   |
| ----------------- | ---- | ---- | ---- | ---- | ---- | ---- | ---- | ---- | ---- | ---- | ---- | ---- | ---- | ---- | ---- |
| Argentino Juniors | 15.º | 14.º | 14.º | 14.º | 15.º | 14.º | 14.º | 15.º | 15.º | 15.º | 15.º | 15.º | 15.º | 15.º | 15.º |
| Atlético Neuquen  | 3.º  | 2.º  | 1.º  | 2.º  | 4.º  | 3.º  | 4.º  | 3.º  | 2.º  | 2.º  | 2.º  | 2.º  | 3.º  | 3.º  | 2.º  |
| Atlético Paraná   | 4.º  | 5.º  | 3.º  | 3.º  | 2.º  | 4.º  | 3.º  | 4.º  | 4.º  | 4.º  | 4.º  | 4.º  | 4.º  | 4.º  | 4.º  |
| Belgrano          | 1.º  | 4.º  | 2.º  | 1.º  | 1.º  | 2.º  | 1.º  | 2.º  | 3.º  | 3.º  | 3.º  | 3.º  | 2.º  | 2.º  | 3.º  |
| Camioneros        | 14.º | 15.º | 15.º | 15.º | 14.º | 15.º | 15.º | 12.º | 12.º | 12.º | 12.º | 12.º | 12.º | 12.º | 12.º |
| Don Bosco         | 9.º  | 12.º | 10.º | 8.º  | 10.º | 9.º  | 10.º | 10.º | 10.º | 9.º  | 10.º | 9.º  | 7.º  | 5.º  | 5.º  |
| Instituto         | 7.º  | 6.º  | 9.º  | 11.º | 11.º | 11.º | 11.º | 11.º | 11.º | 11.º | 8.º  | 7.º  | 8.º  | 9.º  | 10.º |
| Los Toritos       | 11.º | 13.º | 13.º | 13.º | 13.º | 13.º | 13.º | 14.º | 14.º | 14.º | 14.º | 14.º | 14.º | 13.º | 14.º |
| Oro Verde         | 12.º | 7.º  | 6.º  | 9.º  | 7.º  | 10.º | 8.º  | 9.º  | 7.º  | 7.º  | 7.º  | 8.º  | 9.º  | 8.º  | 8.º  |
| Palermo           | 6.º  | 8.º  | 8.º  | 6.º  | 9.º  | 6.º  | 5.º  | 6.º  | 8.º  | 8.º  | 9.º  | 10.º | 11.º | 11.º | 11.º |
| Patronato         | 2.º  | 1.º  | 4.º  | 4.º  | 3.º  | 1.º  | 2.º  | 1.º  | 1.º  | 1.º  | 1.º  | 1.º  | 1.º  | 1.º  | 1.º  |
| Peñarol           | 13.º | 11.º | 11.º | 12.º | 12.º | 12.º | 12.º | 13.º | 13.º | 13.º | 13.º | 13.º | 13.º | 14.º | 13.º |
| San Benito        | 5.º  | 3.º  | 5.º  | 5.º  | 5.º  | 7.º  | 9.º  | 7.º  | 5.º  | 5.º  | 5.º  | 5.º  | 6.º  | 7.º  | 7.º  |
| Sportivo Urquiza  | 10.º | 9.º  | 7.º  | 7.º  | 6.º  | 5.º  | 6.º  | 5.º  | 6.º  | 6.º  | 6.º  | 6.º  | 5.º  | 6.º  | 6.º  |
| Universitario     | 8.º  | 10.º | 12.º | 10.º | 8.º  | 8.º  | 7.º  | 8.º  | 9.º  | 10.º | 11.º | 11.º | 10.º | 10.º | 9.º  |

#### Etapa de Definición
Se juega en sistema de eliminación directa a partido único. Las localías se definen según la posición en la tabla general de la Etapa Clasificatoria.
- Octavos de final: del 2° al 15° clasificados. El 1° descansa.
- Cuartos de final: se suma el 1° de la fase regular a los 7 ganadores de octavos.
- Semifinales: si hay empate, se define por penales.
- Final: se disputa en estadio neutral; en caso de empate, también se define por penales.

###### Octavos de final
| Enfrentamiento                        | Resultado |
| ------------------------------------- | --------- |
| Atlético Neuquen vs Argentino Juniors | 4 - 0     |
| Belgrano vs Los Toritos               | 3 - 0     |
| Atlético Paraná vs Peñarol            | 3 - 0     |
| Don Bosco vs Camioneros               | 2 - 2*    |
| Sportivo Urquiza vs Palermo           | 4 - 0     |
| San Benito vs Instituto               | 3 - 1     |
| Oro Verde vs Universitario            | 0 - 2     |

*Clasificó Don Bosco por ventaja deportiva, al haber terminado en mejor posición en la tabla general.
- Clasificados

| Pos | Equipo           | Pts |
| --- | ---------------- | --- |
| 1   | Patronato        | 35  |
| 2   | Atlético Neuquen | 32  |
| 3   | Belgrano         | 31  |
| 4   | Atlético Paraná  | 29  |
| 5   | Don Bosco        | 24  |
| 6   | Sportivo Urquiza | 23  |
| 7   | San Benito       | 21  |
| 9   | Universitario    | 18  |

###### Cuartos de final
| Enfrentamiento                 | Resultado |
| ------------------------------ | --------- |
| Patronato vs Universitario     | 5 - 0     |
| Atlético Neuquen vs San Benito | 0 - 0*    |
| Belgrano vs Sportivo Urquiza   | 0 - 0*    |
| Atlético Paraná vs Don Bosco   | 1 - 1*    |

*Clasificados Atlético Neuquen, Belgrano y Atlético Paraná por ventaja deportiva, al haber terminado en mejor posición en la tabla general.
- Clasificados

| Pos | Equipo           | Pts |
| --- | ---------------- | --- |
| 1   | Patronato        | 35  |
| 2   | Atlético Neuquen | 32  |
| 3   | Belgrano         | 31  |
| 4   | Atlético Paraná  | 29  |

###### Semifinales
| Enfrentamiento               | Resultado |
| ---------------------------- | --------- |
| Patronato vs Atlético Paraná | 0 - 1     |
| Atlético Neuquen vs Belgrano | 3 - 0     |

###### Final
| Enfrentamiento                      | Resultado |
| ----------------------------------- | --------- |
| Atlético Neuquen vs Atlético Paraná | 0 - 1     |

|                 |
| Atlético Paraná |

### Copa de la Liga "Clausura"
El Torneo se disputa en dos etapas: Etapa Clasificatoria y Etapa de Definición. Participan 15 clubes afiliados a la liga. El equipo que se consagre campeón clasificará al Torneo Regional Federal Amateur 2026.

#### Etapa Clasificatoria
Se juega a una sola rueda, todos contra todos, por puntos. Cada equipo disputa 14 partidos, y las localías se sortean antes del inicio del torneo. El equipo que finalice en la primera posición de la tabla clasifica directamente a cuartos de final y obtiene la ventaja deportiva en las fases siguientes.

##### Tabla de posiciones
| Pos | Equipo            | PJ | PG | PE | PP | GF | GC | DG | Pts |
| --- | ----------------- | -- | -- | -- | -- | -- | -- | -- | --- |
| 1   | Peñarol           | 2  | 2  | 0  | 0  | 5  | 1  | 4  | 6   |
| 2   | Sportivo Urquiza  | 2  | 1  | 1  | 0  | 5  | 3  | 2  | 4   |
| 3   | Patronato         | 2  | 1  | 1  | 0  | 1  | 0  | 1  | 4   |
| 4   | Atlético Neuquen  | 2  | 1  | 0  | 1  | 4  | 2  | 2  | 3   |
| 5   | Oro Verde         | 2  | 1  | 0  | 1  | 3  | 3  | 0  | 3   |
| 6   | Camioneros        | 2  | 1  | 0  | 1  | 2  | 2  | 0  | 3   |
| 7   | Atlético Paraná   | 2  | 1  | 0  | 1  | 3  | 4  | -1 | 3   |
| 8   | Belgrano          | 2  | 0  | 2  | 0  | 3  | 3  | 0  | 2   |
| 9   | San Benito        | 2  | 0  | 2  | 0  | 1  | 1  | 0  | 2   |
| 10  | Argentino Juniors | 1  | 0  | 1  | 0  | 0  | 0  | 0  | 1   |
| 11  | Don Bosco         | 1  | 0  | 1  | 0  | 0  | 0  | 0  | 1   |
| 12  | Instituto         | 2  | 0  | 1  | 1  | 2  | 3  | -1 | 1   |
| 13  | Los Toritos       | 2  | 0  | 1  | 1  | 1  | 3  | -2 | 1   |
| 14  | Palermo           | 2  | 0  | 1  | 1  | 0  | 2  | -2 | 1   |
| 15  | Universitario     | 2  | 0  | 1  | 1  | 1  | 4  | -3 | 1   |

|  | Clasificado directamente a cuartos de final          |
|  | Clasificados a los octavos de final de la fase final |

##### Resultados
| Fecha 1           | Fecha 1   | Fecha 1          |
| Local             | Resultado | Visitante        |
| ----------------- | --------- | ---------------- |
| Camioneros        | 0 – 1     | Patronato        |
| Universitario     | 1 – 1     | Instituto        |
| Peñarol           | 2 – 1     | Atlético Neuquen |
| Oro Verde         | 1 – 3     | Atlético Paraná  |
| San Benito        | 1 – 1     | Los Toritos      |
| Sportivo Urquiza  | 2 – 0     | Palermo          |
| Argentino Juniors | 0 – 0     | Belgrano         |
| Libre: Don Bosco  |           |                  |

| Fecha 2                  | Fecha 2   | Fecha 2          |
| Local                    | Resultado | Visitante        |
| ------------------------ | --------- | ---------------- |
| Belgrano                 | 3 - 3     | Sportivo Urquiza |
| Palermo                  | 0 - 0     | San Benito       |
| Los Toritos              | 0 - 2     | Oro Verde        |
| Atlético Paraná          | 0 - 3     | Peñarol          |
| Atlético Neuquen         | 3 - 0     | Universitario    |
| Instituto                | 1 - 2     | Camioneros       |
| Patronato                | 0 - 0     | Don Bosco        |
| Libre: Argentino Juniors |           |                  |

| Fecha 3          | Fecha 3   | Fecha 3           |
| Local            | Resultado | Visitante         |
| ---------------- | --------- | ----------------- |
| Don Bosco        | –         | Instituto         |
| Camioneros       | –         | Atlético Neuquen  |
| Universitario    | –         | Atlético Paraná   |
| Peñarol          | –         | Los Toritos       |
| Oro Verde        | –         | Palermo           |
| San Benito       | –         | Belgrano          |
| Sportivo Urquiza | –         | Argentino Juniors |
| Libre: Patronato |           |                   |

| Fecha 4                 | Fecha 4   | Fecha 4       |
| Local                   | Resultado | Visitante     |
| ----------------------- | --------- | ------------- |
| Argentino Juniors       | –         | San Benito    |
| Belgrano                | –         | Oro Verde     |
| Palermo                 | –         | Peñarol       |
| Los Toritos             | –         | Universitario |
| Atlético Paraná         | –         | Camioneros    |
| Atlético Neuquen        | –         | Don Bosco     |
| Instituto               | –         | Patronato     |
| Libre: Sportivo Urquiza |           |               |

| Fecha 5          | Fecha 5   | Fecha 5           |
| Local            | Resultado | Visitante         |
| ---------------- | --------- | ----------------- |
| Patronato        | –         | Atlético Neuquen  |
| Don Bosco        | –         | Atlético Paraná   |
| Camioneros       | –         | Los Toritos       |
| Universitario    | –         | Palermo           |
| Peñarol          | –         | Belgrano          |
| Oro Verde        | –         | Argentino Juniors |
| San Benito       | –         | Sportivo Urquiza  |
| Libre: Instituto |           |                   |

| Fecha 6           | Fecha 6   | Fecha 6       |
| Local             | Resultado | Visitante     |
| ----------------- | --------- | ------------- |
| Sportivo Urquiza  | –         | Oro Verde     |
| Argentino Juniors | –         | Peñarol       |
| Belgrano          | –         | Universitario |
| Palermo           | –         | Camioneros    |
| Los Toritos       | –         | Don Bosco     |
| Atlético Paraná   | –         | Patronato     |
| Atlético Neuquen  | –         | Instituto     |
| Libre: San Benito |           |               |

| Fecha 7                 | Fecha 7   | Fecha 7           |
| Local                   | Resultado | Visitante         |
| ----------------------- | --------- | ----------------- |
| Instituto               | –         | Atlético Paraná   |
| Patronato               | –         | Los Toritos       |
| Don Bosco               | –         | Palermo           |
| Camioneros              | –         | Belgrano          |
| Universitario           | –         | Argentino Juniors |
| Peñarol                 | –         | Sportivo Urquiza  |
| Oro Verde               | –         | San Benito        |
| Libre: Atlético Neuquen |           |                   |

| Fecha 8           | Fecha 8   | Fecha 8         |
| Local             | Resultado | Visitante       |
| ----------------- | --------- | --------------- |
| San Benito        | –         | Peñarol         |
| Sportivo Urquiza  | –         | Universitario   |
| Argentino Juniors | –         | Camioneros      |
| Belgrano          | –         | Don Bosco       |
| Palermo           | –         | Patronato       |
| Los Toritos       | –         | Instituto       |
| Atlético Neuquen  | –         | Atlético Paraná |
| Libre: Oro Verde  |           |                 |

| Fecha 9                | Fecha 9   | Fecha 9           |
| Local                  | Resultado | Visitante         |
| ---------------------- | --------- | ----------------- |
| Atlético Neuquen       | –         | Los Toritos       |
| Instituto              | –         | Palermo           |
| Patronato              | –         | Belgrano          |
| Don Bosco              | –         | Argentino Juniors |
| Camioneros             | –         | Sportivo Urquiza  |
| Universitario          | –         | San Benito        |
| Peñarol                | –         | Oro Verde         |
| Libre: Atlético Paraná |           |                   |

| Fecha 10          | Fecha 10  | Fecha 10         |
| Local             | Resultado | Visitante        |
| ----------------- | --------- | ---------------- |
| Oro Verde         | –         | Universitario    |
| San Benito        | –         | Camioneros       |
| Sportivo Urquiza  | –         | Don Bosco        |
| Argentino Juniors | –         | Patronato        |
| Belgrano          | –         | Instituto        |
| Palermo           | –         | Atlético Neuquen |
| Los Toritos       | –         | Atlético Paraná  |
| Libre: Peñarol    |           |                  |

| Fecha 11           | Fecha 11  | Fecha 11          |
| Local              | Resultado | Visitante         |
| ------------------ | --------- | ----------------- |
| Atlético Paraná    | –         | Palermo           |
| Atlético Neuquen   | –         | Belgrano          |
| Instituto          | –         | Argentino Juniors |
| Patronato          | –         | Sportivo Urquiza  |
| Don Bosco          | –         | San Benito        |
| Camioneros         | –         | Oro Verde         |
| Universitario      | –         | Peñarol           |
| Libre: Los Toritos |           |                   |

| Fecha 12             | Fecha 12  | Fecha 12         |
| Local                | Resultado | Visitante        |
| -------------------- | --------- | ---------------- |
| Peñarol              | –         | Camioneros       |
| Oro Verde            | –         | Don Bosco        |
| Patronato            | –         | San Benito       |
| Sportivo Urquiza     | –         | Instituto        |
| Argentino Juniors    | –         | Atlético Neuquen |
| Belgrano             | –         | Atlético Paraná  |
| Los Toritos          | –         | Palermo          |
| Libre: Universitario |           |                  |

| Fecha 13         | Fecha 13  | Fecha 13          |
| Local            | Resultado | Visitante         |
| ---------------- | --------- | ----------------- |
| Los Toritos      | –         | Belgrano          |
| Atlético Paraná  | –         | Argentino Juniors |
| Atlético Neuquen | –         | Sportivo Urquiza  |
| Instituto        | –         | San Benito        |
| Patronato        | –         | Oro Verde         |
| Don Bosco        | –         | Peñarol           |
| Camioneros       | –         | Universitario     |
| Libre: Palermo   |           |                   |

| Fecha 14          | Fecha 14  | Fecha 14         |
| Local             | Resultado | Visitante        |
| ----------------- | --------- | ---------------- |
| Universitario     | –         | Don Bosco        |
| Instituto         | –         | Patronato        |
| Oro Verde         | –         | Peñarol          |
| San Benito        | –         | Atlético Neuquen |
| Sportivo Urquiza  | –         | Atlético Paraná  |
| Argentino Juniors | –         | Los Toritos      |
| Belgrano          | –         | Palermo          |
| Libre: Camioneros |           |                  |

| Fecha 15         | Fecha 15  | Fecha 15          |
| Local            | Resultado | Visitante         |
| ---------------- | --------- | ----------------- |
| Palermo          | –         | Argentino Juniors |
| Los Toritos      | –         | Sportivo Urquiza  |
| Atlético Paraná  | –         | San Benito        |
| Atlético Neuquen | –         | Oro Verde         |
| Instituto        | –         | Peñarol           |
| Patronato        | –         | Universitario     |
| Don Bosco        | –         | Camioneros        |
| Libre: Belgrano  |           |                   |

| Equipo / Fecha    | 1    | 2    | 3 | 4 | 5 | 6 | 7 | 8 | 9 | 10 | 11 | 12 | 13 | 14 | 15 |
| ----------------- | ---- | ---- | - | - | - | - | - | - | - | -- | -- | -- | -- | -- | -- |
| Argentino Juniors | 9.º  | 10.º |   |   |   |   |   |   |   |    |    |    |    |    |    |
| Atlético Neuquen  | 12.º | 4.º  |   |   |   |   |   |   |   |    |    |    |    |    |    |
| Atlético Paraná   | 1.º  | 7.º  |   |   |   |   |   |   |   |    |    |    |    |    |    |
| Belgrano          | 9.º  | 8.º  |   |   |   |   |   |   |   |    |    |    |    |    |    |
| Camioneros        | 13.º | 6.º  |   |   |   |   |   |   |   |    |    |    |    |    |    |
| Don Bosco         | 11.º | 11.º |   |   |   |   |   |   |   |    |    |    |    |    |    |
| Instituto         | 5.º  | 12.º |   |   |   |   |   |   |   |    |    |    |    |    |    |
| Los Toritos       | 5.º  | 13.º |   |   |   |   |   |   |   |    |    |    |    |    |    |
| Oro Verde         | 14.º | 5.º  |   |   |   |   |   |   |   |    |    |    |    |    |    |
| Palermo           | 15.º | 14.º |   |   |   |   |   |   |   |    |    |    |    |    |    |
| Patronato         | 4.º  | 3.º  |   |   |   |   |   |   |   |    |    |    |    |    |    |
| Peñarol           | 3.º  | 1.º  |   |   |   |   |   |   |   |    |    |    |    |    |    |
| San Benito        | 5.º  | 9.º  |   |   |   |   |   |   |   |    |    |    |    |    |    |
| Sportivo Urquiza  | 2.º  | 2.º  |   |   |   |   |   |   |   |    |    |    |    |    |    |
| Universitario     | 5.º  | 15.º |   |   |   |   |   |   |   |    |    |    |    |    |    |

#### Etapa de Definición
Se juega en sistema de eliminación directa a partido único. Las localías se definen según la posición en la tabla general de la Etapa Clasificatoria.
- Octavos de final: del 2° al 15° clasificados. El 1° descansa.
- Cuartos de final: se suma el 1° de la fase regular a los 7 ganadores de octavos.
- Semifinales: si hay empate, se define por penales.
- Final: se disputa en estadio neutral; en caso de empate, también se define por penales.

###### Octavos de final
| Enfrentamiento | Resultado |
| -------------- | --------- |
| vs             | -         |
| vs             | -         |
| vs             | -         |
| vs             | -         |
| vs             | -         |
| vs             | -         |
| vs             | -         |

- Clasificados

| Pos | Equipo | Pts |
| --- | ------ | --- |
| 1   | -      | -   |
| 2   | -      | -   |
| 3   | -      | -   |
| 4   | -      | -   |
| 5   | -      | -   |
| 6   | -      | -   |
| 7   | -      | -   |
| 8   | -      | -   |

###### Cuartos de final
| Enfrentamiento | Resultado |
| -------------- | --------- |
| vs             | -         |
| vs             | -         |
| vs             | -         |
| vs             | -         |

- Clasificados

| Pos | Equipo | Pts |
| --- | ------ | --- |
| 1   | -      | -   |
| 2   | -      | -   |
| 3   | -      | -   |
| 4   | -      | -   |

###### Semifinales
| Enfrentamiento | Resultado |
| -------------- | --------- |
| vs             | -         |
| vs             | -         |

###### Final
| Enfrentamiento | Resultado |
| -------------- | --------- |
| vs             | -         |